# Valdivia (Kolumbia)
Valdivia – miasto w Kolumbii, w departamencie Antioquia.